# Elip

Một hình elip (đỏ) bao quanh mặt cắt của một hình nón với một mặt phẳng nghiêng

Các thành phần của hình elip

Các hình elip với tâm sai tăng dần

Trong toán học, một hình elip là một đường cong phẳng xung quanh hai tiêu điểm, sao cho với mọi điểm trên đường cong, tổng khoảng cách đến hai tiêu điểm là hằng số. Hình tròn là trường hợp đặc biệt của đường elip khi hai tiêu điểm trùng nhau. Độ dẹt của hình elip được biểu diễn bằng tâm sai e của nó, chạy từ e = 0 (trường hợp của đường tròn) đến e = 1 (độ dẹt vô hạn, không còn là elip mà là một parabol).
Phương trình chính tắc của một elip với tâm là gốc tọa độ và chiều dài 2a và chiều rộng 2b là:
{\displaystyle {\frac {x^{2}}{a^{2}}}+{\frac {y^{2}}{b^{2}}}=1.}
Giả sử a ≥ b, các tiêu điểm có tọa độ (±c, 0) với {\displaystyle c={\sqrt {a^{2}-b^{2}}}}. Phương trình tham số của elip là:
{\displaystyle (x,y)=(a\cos(t),b\sin(t))\qquad \quad 0\leq t\leq 2\pi .}
Elip là một loại đường conic đóng: một đường cong phẳng bao quanh mặt cắt của một hình nón với một mặt phẳng nghiêng (xem hình bên). Elip có nhiều điểm tương đồng với hai đường conic khác là parabol và hyperbol, cả hai đều hở và không có giới hạn. Một mặt cắt nghiêng của một hình trụ tròn cũng có hình elip.
Một hình elip cũng có thể được định nghĩa chỉ với một tiêu điểm và một đường thẳng nằm ngoại elip gọi là đường chuẩn: elip là quỹ tích các điểm có tỉ số khoảng cách tới tiêu điểm và đường chuẩn là hằng số. Hằng số tỉ lệ này chính là tâm sai của elip được tạo thành:
{\displaystyle e={\frac {c}{a}}={\sqrt {1-{\frac {b^{2}}{a^{2}}}}}}.
Hình elip rất thông dụng trong vật lý, thiên văn và kỹ thuật. Ví dụ, quỹ đạo của mỗi hành tinh trong hệ Mặt Trời gần giống một hình elip với Mặt Trời là một tiêu điểm (chính xác, tiêu điểm là tâm tỉ cự của cặp Mặt Trời – hành tinh). Quỹ đạo của mặt trăng xoay quanh hành tinh và tất cả cả hệ hai thiên thể khác đều như thế. Hình dạng của các hành tinh và sao thường được mô tả bằng hình ellipsoid. Một hình tròn nhìn từ một góc nghiêng trông giống một hình elíp, tức hình elip là ảnh của hình tròn qua một phép chiếu song song hay vuông góc. Hình elip cũng là dạng đường cong Lissajous đơn giản nhất, với chuyển động theo chiều ngang và dọc là các đường hình sin với cùng tần số. Hiện tượng tương tự dẫn đến phân cực elip của ánh sáng trong quang học.

## Từ nguyên
Tên gọi "elíp" (tiếng Anh: ellipse), xuất phát từ tiếng Hy Lạp cổ đại: ἔλλειψις (élleipsis, "thiếu"), được đưa ra bởi Apollonius xứ Perga trong quyển Conics của ông.

## Định nghĩa quỹ tích

Elíp định nghĩa bằng tổng khoảng cách đến hai tiêu điểm

Elíp định nghĩa bằng tiêu điểm và đường tròn chuẩn

Một đường elíp có thể được xác định là tập hợp hay quỹ tích các điểm trên mặt phẳng Euclid:
Với hai điểm cố định F1, F2 gọi là tiêu điểm và một khoảng cách 2a lớn hơn khoảng cách giữa hai tiêu điểm, đường elíp là quỹ tích các điểm P sao cho tổng các khoảng cách | PF1 |, | PF2 | bằng 2a. Tức là
{\displaystyle E=\left\{P\in \mathbb {R} ^{2}:\,|PF_{1}|+|PF_{2}|=2a\right\}.}
Trung điểm C của đoạn thẳng nối hai tiêu điểm gọi là tâm của elíp. Đường thẳng nối hai tiêu điểm là trục lớn, và đường vuông góc với nó đi qua tâm là trục bé. Các trục của hình elíp cắt elíp tại bốn điểm, gọi là các đỉnh của elíp. Độ dài đoạn thẳng F1F2 = 2c được gọi là tiêu cự, và c là bán tiêu cự. Tỉ số e = c / a được gọi là độ lệch tâm hay tâm sai.
Trường hợp F1 ≡ F2 cho ta một đường tròn, trường hợp đặc biệt của elíp.
Phương trình | PF1 | + | PF2 | = 2a có thể được xem theo cách khác:
Nếu c2 là đường tròn với tâm là F2 và bán kính 2a thì quỹ tích các điểm P có khoảng cách đến đường tròn c2 bằng khoảng cách đến tiêu điểm F1 tạo thành một đường elíp:
{\displaystyle E=\left\{P\in \mathbb {R} ^{2}:\,|PF_{1}|=|Pc_{2}|\right\}.}
Đường tròn c2 gọi là đường tròn chuẩn (với tâm là tiêu điểm F2) của elíp. Ngoài ra, còn một định nghĩa thường dùng của elíp sử dụng đường chuẩn được nêu ở dưới.
Sử dụng mặt cầu Dandelin, ta có thể chứng minh bất kì mặt cắt nghiêng của một hình nón là một hình elíp, với điều kiện mặt phẳng cắt không đi qua đỉnh và có độ dốc bé hơn độ dốc đường sinh của mặt nón.

## Hệ tọa độ Descartes

Các tham số của hình elíp

- a: bán trục lớn,
- b: bán trục bé,
- c: bán tiêu cự,
- p: bán trục bên (thường ký hiệu ℓ)

### Phương trình chính tắc
Trong suốt phần còn lại của bài, (E) là elip trong hệ tọa độ Descartes với tâm tại gốc tọa độ, trục lớn là trục x và
tiêu điểm là F1 = (c, 0), F2 = (−c, 0),
các đỉnh là V1 = (a, 0), V2 = (−a, 0),
trong đó a > c.
Với một điểm có tọa độ (x, y) nằm trên elíp (E), bán kính qua tiêu điểm (c, 0) là {\displaystyle {\sqrt {(x-c)^{2}+y^{2}}}} và bán kính qua tiêu điểm còn lại là {\displaystyle {\sqrt {(x+c)^{2}+y^{2}}}}. Do điểm (x, y) nằm trên elip nên
{\displaystyle {\sqrt {(x-c)^{2}+y^{2}}}+{\sqrt {(x+c)^{2}+y^{2}}}=2a.}
Biến đổi thích hợp và đặt ẩn phụ b2 = a2 − c2 cho ta phương trình chính tắc của elip (E):

| {\displaystyle {\dfrac {x^{2}}{a^{2}}}+{\dfrac {y^{2}}{b^{2}}}=1} | \| \| \| \| \| \| \| \| | (1) |
|                                                                   |                         |     |
|                                                                   |                         |     |
Giải tìm y, ta được
{\displaystyle y=\pm {\frac {b}{a}}{\sqrt {a^{2}-x^{2}}}=\pm {\sqrt {\left(a^{2}-x^{2}\right)\left(1-e^{2}\right)}}.}
Chiều rộng và chiều cao a, b được gọi là bán trục lớn và bán trục bé của elip. Bán kính qua tiêu điểm trái và phải của (x, y) lần lượt là a + ex và a − ex.
Từ phương trình này dễ thấy hình elip đối xứng qua các trục tọa độ và qua gốc tọa độ.
Chứng minh phương trình chính tắc
Từ phương trình tổng khoảng cách
{\displaystyle {\sqrt {(x-c)^{2}+y^{2}}}+{\sqrt {(x+c)^{2}+y^{2}}}=2a}
Chuyển vế một dấu căn rồi bình phương hai vế, ta được
{\displaystyle (x-c)^{2}+y^{2}=4a^{2}+(x+c)^{2}+y^{2}-4a{\sqrt {(x+c)^{2}+y^{2}}}}
Rút gọn phương trình trên cho ta
{\displaystyle {\begin{aligned}a^{2}+cx&=a{\sqrt {(x+c)^{2}+y^{2}}}\\\left(a^{2}+cx\right)^{2}&=a^{2}\left[(x+c)^{2}+y^{2}\right]\\\end{aligned}}}
Rút gọn phương trình trên và sắp xếp lại các hạng tử, ta được:
{\displaystyle a^{2}(a^{2}-c^{2})=(a^{2}-c^{2})x^{2}+a^{2}y^{2}}
Đặt b2 = a2 − c2 rồi chia cả hai vế của phương trình trên cho ta (ab)2, ta được phương trình chính tắc của elip.

#### Bán trục lớn và bé
Trong suốt bài viết này, a sẽ là bán trục lớn còn b là bán trục bé, tức a ≥ b > 0. Trong dạng chính tắc của elip (1), nếu a < b thì elip sẽ dài chứ không dẹt.

#### Bán tiêu cự
Bán tiêu cự c là khoảng cách từ một tiêu điểm đến tâm elíp: {\displaystyle c={\sqrt {a^{2}-b^{2}}}}.

#### Độ lệch tâm
Độ lệch tâm hay tâm sai e là
{\displaystyle e={\frac {c}{a}}={\sqrt {1-\left({\frac {b}{a}}\right)^{2}}}},
với điều kiện a > b. Một elip với hai trục bằng nhau (a = b) có tâm sai bằng 0, và là một đường tròn. Một elíp với trục bé bằng 0 có tâm sai bằng 1, và là một parabol.

#### Bán trục bên
Độ dài của dây cung qua một tiêu điểm và vuông góc với trục lớn được gọi là trục bên (tiếng Anh: latus rectum). Một nửa độ dài đó là bán trục bên, thường được ký hiệu là ℓ và bằng
{\displaystyle \ell ={\frac {b^{2}}{a}}=a\left(1-e^{2}\right).}
Bán trục bên ℓ bằng bán kính cong của đường tròn mật tiếp elíp tại các đỉnh trên trục lớn.

### Tiếp tuyến
Một đường thẳng d tùy ý cắt elíp tại 2 điểm gọi là cát tuyến, tại 1 điểm là tiếp tuyến. Tiếp tuyến của elíp (E) tại điểm (x1, y1) có phương trình tọa độ là:
{\displaystyle {\frac {x_{1}}{a^{2}}}x+{\frac {y_{1}}{b^{2}}}y=1.}
Phương trình tham số của tiếp tuyến này là:
{\displaystyle {\begin{cases}x=x_{1}-y_{1}a^{2}t\\y=y_{1}+x_{1}b^{2}t\end{cases}}\,(t\in \mathbb {R} )}
Hoặc viết theo dạng vectơ thì:
{\displaystyle {\vec {d}}=(x_{1},y_{1})+t(-y_{1}a^{2},x_{1}b^{2}).}
Nếu hai điểm trên elíp (x1, y1) và (x2, y2) thỏa {\textstyle {\frac {x_{1}x_{2}}{a^{2}}}+{\tfrac {y_{1}v}{b^{2}}}=0}, thì chúng nằm trên hai đường kính liên hợp (xem ở dưới). Nếu a = b, elip là hình tròn và "liên hợp" ở đây là "vuông góc".
Chứng minh
Xét điểm (x1, y1) nằm trên elíp (E) và {\textstyle {\vec {d}}=(x_{1},y_{1})+t(u,v)} là phương trình đường thẳng g bất kỳ đi qua (x1, y1). Như vậy một điểm P nằm trên đường thẳng g có tọa độ (x1 + tu, y1 + tv).
Giả sử điểm P cũng nằm trên elíp (E). Thay tọa độ của P vào phương trình chính tắc của elíp (1), ta được
{\displaystyle {\begin{aligned}{\frac {\left(x_{1}+tu\right)^{2}}{a^{2}}}+{\frac {\left(y_{1}+tv\right)^{2}}{b^{2}}}&=1\\\Rightarrow 2t\left({\frac {x_{1}u}{a^{2}}}+{\frac {y_{1}v}{b^{2}}}\right)+t^{2}\left({\frac {u^{2}}{a^{2}}}+{\frac {v^{2}}{b^{2}}}\right)&=0\end{aligned}}}
Đến đây ta có hai trường hợp:
1. {\displaystyle {\frac {x_{1}}{a^{2}}}u+{\frac {y_{1}}{b^{2}}}v=0.} Tức t = 0, hay P chính là (x1, y1). Nói cách khác, đường thẳng g chỉ cắt elíp tại một điểm duy nhất là (x1, y1), tức g là tiếp tuyến tại đó. Vectơ pháp tuyến của g là {\displaystyle {\begin{pmatrix}{\frac {x_{1}}{a^{2}}},{\frac {y_{1}}{b^{2}}}\end{pmatrix}}}, do đó phương trình tiếp tuyến là {\textstyle {\frac {x_{1}}{a^{2}}}x+{\tfrac {y_{1}}{b^{2}}}y=k} với một số k nào đó. Vì (x1, y1) nằm trên tiếp tuyến đó, thế vào ta được k = 1.
2. {\displaystyle {\frac {x_{1}}{a^{2}}}u+{\frac {y_{1}}{b^{2}}}v\neq 0.} Khi ấy đường thẳng g cắt elíp tại hai điểm, tương ứng với {\displaystyle t=0} và {\displaystyle t=-2\left({\frac {x_{1}u}{a^{2}}}+{\frac {y_{1}v}{b^{2}}}\right)\left({\frac {u^{2}}{a^{2}}}+{\frac {v^{2}}{b^{2}}}\right)^{-1}.} Tức g là cát tuyến qua elíp (E).

### Tâm khác gốc tọa độ
Nếu elíp chuẩn trên có tâm tại (x0, y0) thì phương trình chính tắc của nó là:
{\displaystyle {\frac {\left(x-x_{0}\right)^{2}}{a^{2}}}+{\frac {\left(y-y_{0}\right)^{2}}{b^{2}}}=1\ .}
Các trục của elíp vẫn song song với trục x và y.

### Elíp tổng quát
Trong hình học giải tích, hình elíp là một mặt bậc hai: tập hợp các điểm {\displaystyle (X,\,Y)} trên mặt phẳng Descartes thỏa mãn phương trình ẩn

| {\displaystyle AX^{2}+BXY+CY^{2}+DX+EY+F=0} | \| \| \| \| \| \| \| \| | (2) |
|                                             |                         |     |
|                                             |                         |     |
với điều kiện {\displaystyle B^{2}-4AC<0.}
Để phân biệt với trường hợp suy biến, đặt ∆ là định thức
{\displaystyle \Delta ={\begin{vmatrix}A&{\frac {1}{2}}B&{\frac {1}{2}}D\\{\frac {1}{2}}B&C&{\frac {1}{2}}E\\{\frac {1}{2}}D&{\frac {1}{2}}E&F\end{vmatrix}}=\left(AC-{\frac {B^{2}}{4}}\right)F+{\frac {BED}{4}}-{\frac {CD^{2}}{4}}-{\frac {AE^{2}}{4}}.}
Khi ấy hình elíp là một elíp thực (tức (2) có nghiệm thực) không suy biến khi và chỉ khi C∆ < 0. Nếu C∆ > 0, phương trình không có nghiệm thực, và nếu ∆ = 0, elíp suy biến thành một điểm.:tr.63
Nếu một elíp có bán trục lớn a, bán trục bé b, tọa độ của tâm là (x0, y0), và góc quay ϕ (góc giữa trục x dương đến bán trục lớn của elíp) thì hệ số của phương trình (2) là:
{\displaystyle {\begin{aligned}A&=a^{2}(\sin \phi )^{2}+b^{2}(\cos \phi )^{2}\\B&=\left(b^{2}-a^{2}\right)\sin 2\phi \\C&=a^{2}(\cos \phi )^{2}+b^{2}(\sin \phi )^{2}\\D&=-2Ax_{0}-By_{0}\\E&=-Bx_{0}-2Cy_{0}\\F&=Ax_{0}^{2}+Bx_{0}y_{0}+Cy_{0}^{2}-a^{2}b^{2}.\end{aligned}}}
Những biểu thức này có thể suy ra từ phương trình chính tắc {\displaystyle {\tfrac {x^{2}}{a^{2}}}+{\tfrac {y^{2}}{b^{2}}}=1} bằng phép biến đổi afin của tọa độ:
{\displaystyle {\begin{aligned}x&=\ \left(X-x_{0}\right)\cos \phi +\left(Y-y_{0}\right)\sin \phi \\y&=-\left(X-x_{0}\right)\sin \phi +\left(Y-y_{0}\right)\cos \phi .\end{aligned}}}
Ngược lại, từ phương trình tổng quát (2) ta có thể suy ra phương trình chính tắc như sau:
{\displaystyle {\begin{aligned}a,b&={\frac {-{\sqrt {-2\Delta \left(\left(A+C\right)\pm {\sqrt {(A-C)^{2}+B^{2}}}\right)}}}{B^{2}-4AC}}\\x_{0}&={\frac {2CD-BE}{B^{2}-4AC}}\\[3pt]y_{0}&={\frac {2AE-BD}{B^{2}-4AC}}\\[3pt]\phi &={\begin{cases}\arctan \left({\dfrac {1}{B}}\left(C-A-{\sqrt {\left(A-C\right)^{2}+B^{2}}}\right)\right)&\quad B\neq 0\\0&\quad B=0,\ A<C\\90^{\circ }&\quad B=0,\ A>C\\\end{cases}}\end{aligned}}}

## Biểu diễn tham số

Quỹ tích các điểm theo phương trình tham số và ý nghĩa của tham số t, được Philippe de la Hire đưa ra

Các điểm trên elíp tính bằng biểu diễn hữu tỉ với các tham số cách đều nhau (u = 0.2).

### Biểu diễn tham số chính tắc
Sử dụng các hàm lượng giác, biểu diễn tham số của elíp chuẩn {\displaystyle {\tfrac {x^{2}}{a^{2}}}+{\tfrac {y^{2}}{b^{2}}}=1} là:
{\displaystyle {\begin{cases}x=a\cos t\\y=b\sin t\end{cases}}\quad 0\leq t<2\pi .}
Tham số t (gọi là dị thường lệch tâm trong thiên văn học) không phải là góc giữa điểm (x(t), y(t)) với trục hoành, mà có ý nghĩa hình do Philippe de La Hire đưa ra (xem Vẽ elíp ở dưới).

### Biểu diễn hữu tỉ
Bằng phép đổi biến {\textstyle u=\tan \left({\frac {t}{2}}\right)}, ta được các biểu thức hữu tỉ cho các hàm lượng giác:
{\displaystyle \cos t={\frac {1-u^{2}}{u^{2}+1}}\ ,\quad \sin t={\frac {2u}{u^{2}+1}}}
và phương trình tham số hữu tỉ của hình elíp
{\displaystyle {\begin{aligned}x(u)&=a{\frac {1-u^{2}}{u^{2}+1}}\\y(u)&={\frac {2bu}{u^{2}+1}}\end{aligned}}\;,\quad u\in \mathbb {R} .}
Phương trình trên cho ta tất cả các điểm trên elíp chính tắc {\displaystyle {\tfrac {x^{2}}{a^{2}}}+{\tfrac {y^{2}}{b^{2}}}=1} ngoại trừ đỉnh trái (−a, 0).
Với {\displaystyle u\in [0,1]}, công thức này biểu diễn góc phần tư thứ nhất (phần trên bên phải) của hình elíp, đi ngược chiều kim đồng hồ khi u tăng dần. Đỉnh bên trái (−a, 0) là giới hạn {\displaystyle \lim _{u\to \pm \infty }(x(u),\,y(u)).}
Dạng hữu tỉ của các đường conic thường được dùng trong các phần mềm CAD (xem đường cong Bézier).

### Độ dốc tiếp tuyến làm tham số
Một biểu diễn tham số khác sử dụng độ dốc m của tiếp tuyến tại điểm (a cos t, b sin t). Độ dốc này có thể được tính từ đạo hàm của phương trình tham số ở trên. Cụ thể là:
{\displaystyle {\begin{aligned}{\frac {dy}{dx}}&={\frac {dy/dt}{dx/dt}}={\frac {b\cos t}{-a\sin t}}\\\Rightarrow m&=-{\frac {b}{a}}\cot t\Rightarrow \cot t=-{\frac {ma}{b}}\end{aligned}}}
Sử dụng các đẳng thức lượng giác ta tính được:
{\displaystyle \cos t={\frac {\cot t}{\pm {\sqrt {1+\cot ^{2}t}}}}={\frac {-ma}{\pm {\sqrt {m^{2}a^{2}+b^{2}}}}}\ ,\quad \sin t={\frac {1}{\pm {\sqrt {1+\cot ^{2}t}}}}={\frac {b}{\pm {\sqrt {m^{2}a^{2}+b^{2}}}}}.}
Thay các biểu thức trên cho cos t và sin t trong dạng tham số chuẩn ở trên, ta được:
{\displaystyle {\begin{cases}x={\dfrac {-ma^{2}}{\pm {\sqrt {m^{2}a^{2}+b^{2}}}}}\\y={\dfrac {b^{2}}{\pm {\sqrt {m^{2}a^{2}+b^{2}}}}}\end{cases}}\qquad m\in \mathbb {R} .}
Ở đây m là độ dốc của tiếp tuyến tại điểm trên elíp. Khi dấu trước căn thức ở dưới mẫu là dương, điểm (x, y) thuộc nửa trên của elíp, ngược lại nếu dấu âm thì điểm đó thuộc nửa dưới của elíp. Hai đỉnh trái phải (±a, 0) không được biểu diễn do có tiếp tuyến thẳng đứng (độ dốc là vô cùng).
Phương trình tiếp tuyến tại điểm (x(m), y(m)) có dạng y = mx + n. Hệ số tự do n có thể được xác định bằng cách thay tọa độ của điểm trên elíp tương ứng, cho ta:
{\displaystyle y=mx\pm {\sqrt {m^{2}a^{2}+b^{2}}}\;.}
Phương trình tiếp tuyến này có thể được dùng để xác định phương khuy của hình elíp.

### Elíp tổng quát

Elíp tổng quát dưới dạng ảnh afin của đường tròn đơn vị

Một định nghĩa khác cho elíp sử dụng biến đổi afin là:
Một elíp bất kỳ là ảnh của một phép biến đổi afin của đường tròn đơn vị với phương trình {\displaystyle x^{2}+y^{2}=1}.
Biểu diễn tham số
Một phép biến đổi afin của mặt phẳng Euclid có dạng {\displaystyle {\vec {x}}\mapsto {\vec {f}}\!_{0}+A{\vec {x}}}, trong đó A là một ma trận (với định thức khác không) và {\displaystyle {\vec {f}}\!_{0}} là một vectơ bất kỳ. Nếu {\displaystyle {\vec {f}}\!_{1},{\vec {f}}\!_{2}} là các vectơ cột của ma trận A, đường tròn đơn vị (cos(t), sin(t)), trong đó 0 ≤ t ≤ 2π, biến thành hình elíp:

| {\displaystyle {\vec {x}}={\vec {p}}(t)={\vec {f}}\!_{0}+{\vec {f}}\!_{1}\cos t+{\vec {f}}\!_{2}\sin t.} | \| \| \| \| \| \| \| \| | (3) |
| |                         |     |
| |                         |     |
Ở đây {\displaystyle {\vec {f}}\!_{0}} là tâm và {\displaystyle {\vec {f}}\!_{1},\;{\vec {f}}\!_{2}} là hướng của của hai đường kính liên hợp, không nhất thiết phải vuông góc.
Đỉnh
Bốn đỉnh của elíp là {\displaystyle {\vec {p}}\left(t_{0}+k{\tfrac {\pi }{2}}\right),\,k=0,1,2,3}, trong đó tham số t0 là nghiệm của:
{\displaystyle \cot(2t_{0})={\frac {{\vec {f}}\!_{1}^{\,2}-{\vec {f}}\!_{2}^{\,2}}{2{\vec {f}}\!_{1}\cdot {\vec {f}}\!_{2}}}.}
(Nếu {\displaystyle {\vec {f}}\!_{1}\cdot {\vec {f}}\!_{2}=0}, thì t0 = 0.) Phương trình trên được suy ra như sau. Vectơ tiếp tuyến tại điểm {\displaystyle {\vec {p}}(t)} is:
{\displaystyle {\vec {p}}\,'(t)=-{\vec {f}}\!_{1}\sin t+{\vec {f}}\!_{2}\cos t\ .}
Tại đỉnh của với tham số t = t0, tiếp tuyến với elíp vuông góc với bán trục lớn/bé, do đó:
{\displaystyle 0={\vec {p}}\,'(t)\cdot \left({\vec {p}}(t)-{\vec {f}}\!_{0}\right)=\left(-{\vec {f}}\!_{1}\sin t+{\vec {f}}\!_{2}\cos t\right)\cdot \left({\vec {f}}\!_{1}\cos t+{\vec {f}}\!_{2}\sin t\right).}
Khai triển và sử dụng các đẳng thức lượng giác cos2 t − sin2 t = cos 2t, 2sin t cos t = sin 2t cho ta phương trình trên.
Phương trình ẩn
Giải phương trình tham số cho cos t, sin t sử dụng quy tắc Cramer và để ý rằng cos2 t + sin2 t = 1, ta được phương trình ẩn
{\displaystyle \det({\vec {x}}\!-\!{\vec {f}}\!_{0},{\vec {f}}\!_{2})^{2}+\det({\vec {f}}\!_{1},{\vec {x}}\!-\!{\vec {f}}\!_{0})^{2}-\det({\vec {f}}\!_{1},{\vec {f}}\!_{2})^{2}=0}.
Elíp trong không gian
Định nghĩa của elíp tổng quát trong phần này cho ta biểu diễn tham số của một elíp bất kỳ, thậm chí trong không gian ba chiều, nếu ta cho {\displaystyle {\vec {f}}\!_{0},{\vec {f}}\!_{1},{\vec {f}}\!_{2}} là các vectơ trong không gian.

## Dạng cực

### Dạng cực đối với tâm

Tọa độ cực với gốc đặt tại tâm elíp.

Trong hệ tọa độ cực, với gốc tọa độ là tâm của elíp và với tọa độ góc θ tính từ bán trục lớn, phương trình elíp là:tr. 75
{\displaystyle r(\theta )={\frac {ab}{\sqrt {(b\cos \theta )^{2}+(a\sin \theta )^{2}}}}={\frac {b}{\sqrt {1-(e\cos \theta )^{2}}}}}

### Dạng cực đối với tiêu điểm

Tọa độ cực với gốc đặt tại tiêu điểm.

Nếu ta dùng tọa độ cực với gốc đặt tại một trong hai tiêu điểm, và tọa độ góc θ tính từ bán trục lớn, phương trình của elíp khi ấy là
{\displaystyle r(\theta )={\frac {a(1-e^{2})}{1\pm e\cos \theta }}}
trong đó dấu ở mẫu là âm nếu chiều của θ = 0 chỉ về tâm elíp, và dương nếu chiều đó chỉ ra xa tâm elíp.
Trong trường hợp tổng quát hơn, với elíp có một tiêu điểm ở gốc tọa độ và tiêu điểm còn lại ở tọa độ góc là φ, phương trình dạng cực là:
{\displaystyle r={\frac {a(1-e^{2})}{1-e\cos(\theta -\phi )}}.}
Góc θ trong những công thức này được gọi là dị thường thực của điểm đang xét. Tử số ℓ = a(1 − e2) là bán trục bên.

## Tâm sai và đường chuẩn

Tính chất đường chuẩn của elíp

Hai đường thẳng song song và cách bán trục bé một đoạn bằng d = a2 / c = a / e, được gọi là đường chuẩn của elíp.
Với điểm P bất kỳ trên elíp, tỉ số khoảng cách đến một tiêu điểm và khoảng cách đến đường chuẩn tương ứng bằng tâm sai của elíp:
{\displaystyle {\frac {\left|PF_{1}\right|}{\left|Pl_{1}\right|}}={\frac {\left|PF_{2}\right|}{\left|Pl_{2}\right|}}=e={\frac {c}{a}}\ .}
Ta có thể chứng minh cho trường hợp cặp F1, l1. Để ý rằng {\displaystyle \left|PF_{1}\right|^{2}=(x-c)^{2}+y^{2},\ \left|Pl_{1}\right|^{2}=\left(x-{\tfrac {a^{2}}{c}}\right)^{2}} và {\displaystyle y^{2}=b^{2}-{\tfrac {b^{2}}{a^{2}}}x^{2}} thỏa mãn phương trình
{\displaystyle \left|PF_{1}\right|^{2}-{\frac {c^{2}}{a^{2}}}\left|Pl_{1}\right|^{2}=0\ .}
Điều ngược lại cũng đúng và thường được dùng để định nghĩa elíp sử dụng đường chuẩn (giống với định nghĩa của một parabol:
Với tiêu điểm F và đường chuẩn l không đi qua F bất kỳ, và số thực e sao cho 0 < e < 1, một elíp là quỹ tích các điểm sao cho tỉ số khoảng cách từ điểm đó đến tiêu điểm và đến đường chuẩn là e. Tức là {\displaystyle E=\left\{P\,:\,|PF|/|Pl|=e\right\}.}
Trong trường hợp e = 0, là tâm sai của đường tròn, ta có thể coi đường chuẩn của đường tròn nằm ở vô hạn. Nếu e = 1, quỹ tích tạo thành một hình parabol, và nếu e > 1, một hình hyperbol.)
Chứng minh

Các đường conic với cùng đỉnh và bán trục bên

Giả sử F = (f, 0) và đường chuẩn l có phương trình x = −f / e, e > 0. Khi ấy gốc tọa độ (0, 0) nằm trên đường cong tạo thành. Giả sử điểm P = (x, y) thỏa mãn | PF |2 = e2 | Pl |2. Biến đổi, ta được phương trình:
{\displaystyle x^{2}\left(e^{2}-1\right)+2x(1+e)f-y^{2}=0.}
Đây là phương trình của một elíp nếu e < 1, một parabol nếu e = 1, hoặc một hyperbol nếu e > 1. Cả ba conic không suy biến này đều có một đỉnh là gốc tọa độ.
Trong trường hợp e < 1, lấy hai số a, b sao cho 1 − e2 = (b / a)2 và p = b2 / a. Phương trình ở trên trở thành
{\displaystyle {\frac {(x-a)^{2}}{a^{2}}}+{\frac {y^{2}}{b^{2}}}=1\ .}
Đây chính là phương trình của elíp với tâm (a, 0), trục chính là trục hoành và bán trục lớn và bé lần lượt là a, b.

### Elíp tổng quát
Nếu tiêu điểm F = (f1, f2) và đường chuẩn có phương trình ax + by + c = 0, ta có phương trình của elíp là:
{\displaystyle \left(x-f_{1}\right)^{2}+\left(y-f_{2}\right)^{2}=e^{2}{\frac {\left(ax+by+c\right)^{2}}{a^{2}+b^{2}}}\ .}

## Tính chất phản chiếu
Một elíp có tính chất sau:

Tiếp tuyến với elíp chia đôi góc bù với góc giữa hai đường thẳng nối tiêu điểm

Những tia từ một tiêu điểm phản chiếu khỏi elíp và đi qua tiêu điểm còn lại

Với điểm P thuộc elíp, pháp tuyến với elíp tại điểm P chia đôi góc {\displaystyle {\widehat {F_{1}PF_{2}}}.} (Pháp tuyến trong trường hợp này là đường vuông góc với tiếp tuyến tại điểm đó)
Chứng minh
Ta sẽ chứng minh điều tương đương là tiếp tuyến là đường phân giác ngoài của tam giác PF1F2.
Lấy điểm L trên tia F2P sao cho LF2 = 2a, với a là bán trục lớn của elíp. Gọi đường thẳng w là phân giác ngoài đỉnh P của tam giác PF1F2. Để chứng minh w là tiếp tuyến tại điểm P, lấy điểm Q khác P nằm trên w, ta sẽ chứng minh Q không thuộc elíp. Khi ấy đường thẳng w chỉ cắt elíp tại một điểm là P, nên nó là tiếp tuyến với elíp tại P.
Từ hình vẽ bên, áp dụng bất đẳng thức tam giác ta thấy {\displaystyle 2a=\left|LF_{2}\right|<\left|QF_{2}\right|+\left|QL\right|=\left|QF_{2}\right|+\left|QF_{1}\right|}, do đó: {\displaystyle \left|QF_{2}\right|+\left|QF_{1}\right|>2a.} Nhưng nếu Q nằm trên elíp thì tổng đó phải bằng 2a. Như vậy Q không thuộc elíp, ta có điều phải chứng minh.
Ứng dụng
Các tia từ một tiêu điểm bị phản chiếu bởi elíp đến tiêu điểm thứ hai, dẫn đến ứng dụng quang và âm thanh tương tự với tính chất phản chiếu của một parabol (xem phòng thì thầm).

## Đường kính liên hợp

Hai đường kính vuông góc của đường tròn và hình vuông ngoại tiếp nó, qua phép biến đổi afin, trở thành hai đường kính liên hợp của elíp và hình bình hành ngoại tiếp nó

Một đường tròn có tính chất sau:
Trung điểm của các dây cung song song thì nằm trên một đường kính.
Đường kính đó vuông góc với các dây cung song song. Qua một phép biến đổi afin, tính song song và trung điểm của các đoạn thẳng được giữ nguyên, nên tính chất này vẫn đúng với hình elíp. Tuy nhiên khi ấy đường kính và các dây cung song song không vuông góc với nhau. Đường kính liên hợp của elíp tổng quát hóa đường kính vuông góc trong đường tròn.
Định nghĩa
Hai đường kính d1, d2 của một elíp gọi là liên hợp nếu trung điểm các dây cung song song với d1 nằm trên d2.
Từ hình vẽ ta thấy:
Hai đường kính P1Q1, P2Q2 của một elíp là liên hợp với nhau khi và chỉ khi tiếp tuyến tại P1 (hoặc Q1 song song với P2Q2.
Trong phương trình tham số cho elíp tổng quát (3) ở trên:
{\displaystyle {\vec {x}}={\vec {p}}(t)={\vec {f}}\!_{0}+{\vec {f}}\!_{1}\cos t+{\vec {f}}\!_{2}\sin t,}
bất kỳ hai điểm {\displaystyle {\vec {p}}(t),\ {\vec {p}}(t+\pi )} tạo thành một đường kính, và cặp {\displaystyle {\vec {p}}\left(t+{\tfrac {\pi }{2}}\right),\ {\vec {p}}\left(t-{\tfrac {\pi }{2}}\right)} tạo thành đường kính liên hợp với nó.

### Định lý Apollonius về đường kính liên hợp

Định lý Apollonius về đường kính liên hợp

Cho elíp với hai bán trục a, b. Giả sử c1, c2 là hai bán kính liên hợp của elíp, tức một nửa của dường kính liên hợp. Khi ấy ta có:
1. {\displaystyle c_{1}^{2}+c_{2}^{2}=a^{2}+b^{2}},
2. hình bình hành tạo bởi các tiếp tuyến với các đường kính liên hợp đã cho có diện tích A = 4ab.

Đẳng thức đầu tiên được gọi là định lý thứ nhất của Apollonius về đường kính liên hợp, còn công thức diện tích là định lý Apollonius thứ hai.
Chứng minh
Giả sử elíp ở dạng chuẩn (tâm ở gốc tọa độ, hai bán trục là hai trục hoành và tung), với phương trình tham số:
{\displaystyle {\vec {p}}(t)=(a\cos t,\,b\sin t)}.
Hai điểm {\displaystyle {\vec {c}}_{1}={\vec {p}}(t),\ {\vec {c}}_{2}={\vec {p}}\left(t+{\frac {\pi }{2}}\right)} là hai đường kính liên hợp (xem phần trên). Từ công thức lượng giác ta có {\displaystyle {\vec {c}}_{2}=(-a\sin t,\,b\cos t)}. Biến đổi đại số ta dễ chứng minh:
{\displaystyle \left|{\vec {c}}_{1}\right|^{2}+\left|{\vec {c}}_{2}\right|^{2}=\cdots =a^{2}+b^{2}\ .}
Diện tích của tam giác tạo bởi {\displaystyle {\vec {c}}_{1},\,{\vec {c}}_{2}} và dây cung nối hai điểm là:
{\displaystyle A_{\Delta }={\frac {1}{2}}\det \left({\vec {c}}_{1},\,{\vec {c}}_{2}\right)=\cdots ={\frac {1}{2}}ab}
Từ hình vẽ ta thấy diện tích hình bình hành ngoại tiếp elíp bằng 8 lần diện tích tam giác đó, suy ra diện tích hình bình hành là 4ab.

## Tính chất đo lường
Tất cả tính chất sau áp dụng cho elíp với phương trình {\displaystyle {\frac {x^{2}}{a^{2}}}+{\frac {y^{2}}{b^{2}}}=1.}

### Diện tích
Diện tích {\displaystyle A_{\text{elip}}} của elíp là:
{\displaystyle A_{\text{elip}}=\pi ab}
Trong đó a và b là độ dài các bán trục lớn và bé của elíp. Công thức này khá tự nhiên: bắt đầu từ đường tròn có bán kính b và diện tích πb2 và kéo dài nó với tỉ số {\displaystyle a/b} để tạo thành elíp. Việc kéo dài này làm tăng diện tích lên tỉ số bằng nhau: {\displaystyle \pi b^{2}(a/b)=\pi ab.} Ta cũng có thể chứng minh chặt chẽ tính chất này bằng tích phân như sau.
Phương trình (1) có thể được viết lại thành {\displaystyle y(x)=b{\sqrt {1-x^{2}/a^{2}}},} với {\displaystyle x\in [-a,a],} đường cong này lànửa trên của elíp. Vậy diện tích elíp bằng hai lần tích phân của y(x) trên đoạn [−a, a]:
{\displaystyle {\begin{aligned}A_{\text{elip}}&=2\int _{-a}^{a}b{\sqrt {1-{\frac {x^{2}}{a^{2}}}}}\,dx\\&={\frac {b}{a}}\int _{-a}^{a}2{\sqrt {a^{2}-x^{2}}}\,dx.\end{aligned}}}
Tích phân thứ hai là diện tích của đường tròn với bán kính a, bằng πa2. Do đó
{\displaystyle A_{\text{ellipse}}={\frac {b}{a}}\pi a^{2}=\pi ab.}
Một elíp với phương trình {\displaystyle Ax^{2}+Bxy+Cy^{2}=1} có diện tích {\displaystyle 2\pi /{\sqrt {4AC-B^{2}}}.}

### Chu vi
Chu vi C của một elíp là:
{\displaystyle C\,=\,4a\int _{0}^{\pi /2}{\sqrt {1-e^{2}\sin ^{2}\theta }}\ d\theta \,=\,4a\,E(e)}

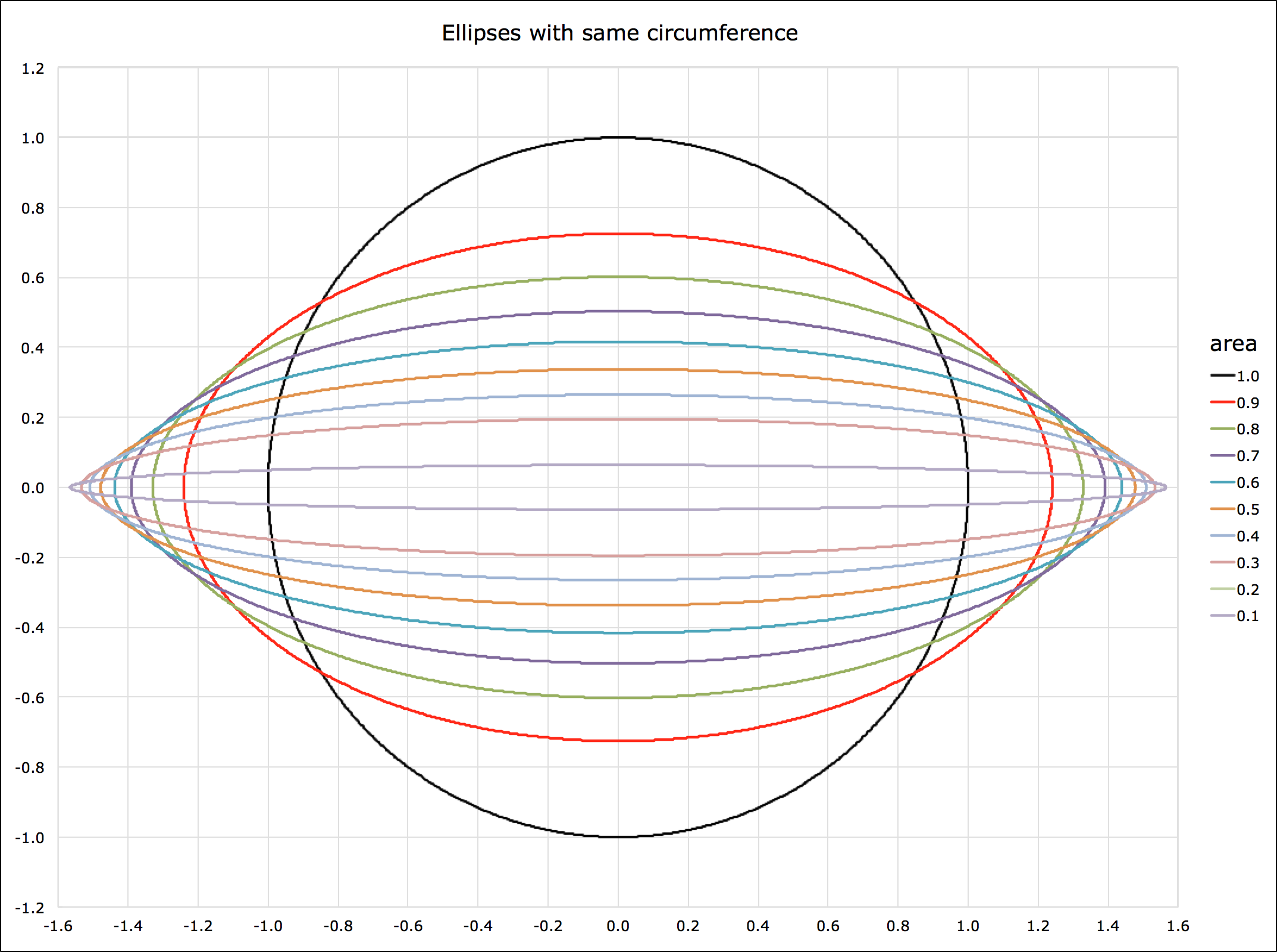
Các elíp với cùng chu vi

trong đó a là độ dài của bán trục lớn, {\displaystyle e={\sqrt {1-b^{2}/a^{2}}}} là tâm sai của elíp, và hàm số E là tích phân elliptic đầy đủ loại II,
{\displaystyle E(e)\,=\,\int _{0}^{\pi /2}{\sqrt {1-e^{2}\sin ^{2}\theta }}\ d\theta .}
Chuỗi vô hạn của công thức này là:
{\displaystyle {\begin{aligned}C&=2\pi a\left[{1-\left({\frac {1}{2}}\right)^{2}e^{2}-\left({\frac {1\cdot 3}{2\cdot 4}}\right)^{2}{\frac {e^{4}}{3}}-\left({\frac {1\cdot 3\cdot 5}{2\cdot 4\cdot 6}}\right)^{2}{\frac {e^{6}}{5}}-\cdots }\right]\\&=2\pi a\left[1-\sum _{n=1}^{\infty }\left({\frac {(2n-1)!!}{(2n)!!}}\right)^{2}{\frac {e^{2n}}{2n-1}}\right],\end{aligned}}}
trong đó n!! là giai thừa đôi. Chuỗi này hội tụ, nhưng bằng cách đặt h = (a − b)2 / (a + b)2, James Ivory và Bessel cho một công thức khác hội tụ nhanh hơn nhiều:
{\displaystyle {\begin{aligned}C&=\pi (a+b)\left[1+\sum _{n=1}^{\infty }\left({\frac {(2n-1)!!}{2^{n}n!}}\right)^{2}{\frac {h^{n}}{(2n-1)^{2}}}\right].\\&=\pi (a+b)\left[1+{\frac {h}{4}}+\sum _{n=2}^{\infty }\left({\frac {(2n-3)!!}{2^{n}n!}}\right)^{2}h^{n}\right].\end{aligned}}}
Srinivasa Ramanujan đưa ra hai xấp xỉ cho chu vi trong phần §16 của "Modular Equations and Approximations to π":
{\displaystyle C\approx \pi \left(3(a+b)-{\sqrt {(3a+b)(a+3b)}}\right),}
và
{\displaystyle C\approx \pi \left(a+b\right)\left(1+{\frac {3h}{10+{\sqrt {4-3h}}}}\right).}
Sai số của những xấp xỉ này lần lượt cỡ bậc của h3 và h5.
Một số bất đẳng thức về chu vi của elíp chuẩn x2 / a2 + y2 / b2 = 1 với a ≥ b là
{\displaystyle {\begin{aligned}2\pi b&\leq C\leq 2\pi a,\\\pi (a+b)&\leq C\leq 4(a+b),\\4{\sqrt {a^{2}+b^{2}}}&\leq C\leq {\sqrt {2}}\pi {\sqrt {a^{2}+b^{2}}}.\end{aligned}}}
Ở đây chặn trên 2πa là chu vi của đường tròn ngoại tiếp đi qua hai đỉnh của trục lớn elíp, và chặn dưới {\displaystyle 4{\sqrt {a^{2}+b^{2}}}} là chu vi của một hình thoi nối bốn đỉnh của elíp.

### Độ cong
Độ cong của elíp là
{\displaystyle \kappa ={\frac {1}{a^{2}b^{2}}}\left({\frac {x^{2}}{a^{4}}}+{\frac {y^{2}}{b^{4}}}\right)^{-3/2}\ ,}
Bán kính cong tại điểm (x, y):
{\displaystyle \rho =a^{2}b^{2}\left({\frac {x^{2}}{a^{4}}}+{\frac {y^{2}}{b^{4}}}\right)^{3/2}={\frac {1}{a^{4}b^{4}}}{\sqrt {\left(a^{4}y^{2}+b^{4}x^{2}\right)^{3}}}\ .}
Bán kính cong tại hai đỉnh (±a, 0) và tâm cong là:
{\displaystyle \rho _{0}={\frac {b^{2}}{a}}=p\ ,\qquad \left(\pm {\frac {c^{2}}{a}}\,{\bigg |}\,0\right)\ .}
Bán kính cong tại hai đỉnh (0, ±b) và tâm cong là:
{\displaystyle \rho _{1}={\frac {a^{2}}{b}}\ ,\qquad \left(0\,{\bigg |}\,\pm {\frac {c^{2}}{b}}\right)\ .}